# Cristian Salvato
Cristian Salvato (Campo San Martino, Província de Pàdua, 18 d'agost de 1971) va ser un ciclista italià professional del 1995 al 2001. Com amateur, va guanyar dues medalles als Campionats del Món en Contrarellotge per equips.

## Palmarès
- 1989
  -  Campió del món júnior en contrarellotge per equips (amb Andrea Peron, Rossano Brasi i Davide Rebellin)
- 1991
  - Medalla d'or als Jocs del Mediterrani de 1991 en contrarellotge per equips (amb Gianfranco Contri, Flavio Anastasia i Luca Colombo)
- 1993
  -  Campió del món amateur de contrarellotge per equips (amb Gianfranco Contri, Rosario Fina i Rossano Brasi)
  - Medalla d'or als Jocs del Mediterrani de 1993 en contrarellotge per equips (amb Gianfranco Contri, Francesco Rossano i Luca Colombo)
- 1994
  -  Campió del món amateur de contrarellotge per equips (amb Gianfranco Contri, Dario Andriotto i Luca Colombo)
  - 1r al Duo Normand (amb Gianfranco Contri)

### Resultats al Tour de França
- 1996. 94è de la Classificació general

### Resultats a la Volta a Espanya
- 1997. 76è de la Classificació general
- 1998. 89è de la Classificació general
- 1999. 107è de la Classificació general

### Resultats al Giro d'Itàlia
- 1996. 83è de la Classificació general